# Ich (Album)
Ich ist das zweite Soloalbum des Rappers Sido. Es erschien am 1. Dezember 2006 über das Independent-Label Aggro Berlin, zweieinhalb Jahre nach seinem Debütalbum Maske.

## Versionen
Neben der normalen Version, gibt es eine Premium Edition, die eine zweite CD mit zusätzlichen Tracks enthält. Seit dem 1. Juni 2007 gibt es zudem eine Ghetto Edition. Der Unterschied zu den anderen Versionen besteht darin, dass das Booklet weggelassen wurde, deshalb ist sie für 9,99 Euro erhältlich.

## Titelliste

### CD 1
| #  | Titel                          | Feature(s)         | Produzent                  | Länge |
| -- | ------------------------------ | ------------------ | -------------------------- | ----- |
| 1  | Intro                          |                    |                            | 0:37  |
| 2  | Goldjunge                      |                    | Paul NZA & Kilian          | 4:12  |
| 3  | Strassenjunge                  | Alpa Gun           | Tai Jason                  | 3:54  |
| 4  | Peilerman & Flow Teil 1 (Skit) |                    |                            | 0:42  |
| 5  | Schlechtes Vorbild             |                    | Paul NZA & Marek Pompetzki | 3:24  |
| 6  | Ihr habt uns so gemacht        | Massiv             | Paul NZA & M. Pompetzki    | 5:16  |
| 7  | Mach keine Faxen               | Kitty Kat          | Paul NZA & M. Pompetzki    | 4:07  |
| 8  | Bergab                         |                    | Paul NZA & M. Pompetzki    | 4:44  |
| 9  | Ein Teil von mir               |                    | Paul NZA & M. Pompetzki    | 3:33  |
| 10 | Nie wieder                     | G-Hot              | Roe Bardie                 | 3:46  |
| 11 | Peilerman & Flow Teil 2 (Skit) |                    |                            | 0:08  |
| 12 | Ich kiff nicht mehr            |                    | Tai Jason                  | 2:16  |
| 13 | 1000 Fragen                    |                    | Tai Jason                  | 3:35  |
| 14 | Ich hasse dich                 |                    | Beathoavenz                | 4:32  |
| 15 | Peilerman & Flow Teil 3 (Skit) |                    |                            | 0:24  |
| 16 | GZSZ                           | Fler               | DJ Desue                   | 3:41  |
| 17 | Mein Testament                 |                    | Paul NZA & M. Pompetzki    | 4:19  |
| 18 | Ficken                         | Tony D & Kitty Kat | DJ Desue                   | 4:00  |
| 19 | Rodeo                          | Peter Fox          | Rudeboy & Peter Fox        | 3:14  |
| 20 | Sarah                          |                    | Paul NZA & M. Pompetzki    | 1:56  |
| 21 | Peilerman & Flow Teil 4 (Skit) |                    |                            | 0:45  |
| 22 | A.i.d.S. 2007                  | B-Tight            | Paul NZA & M. Pompetzki    | 2:18  |

### Premium Edition CD 2

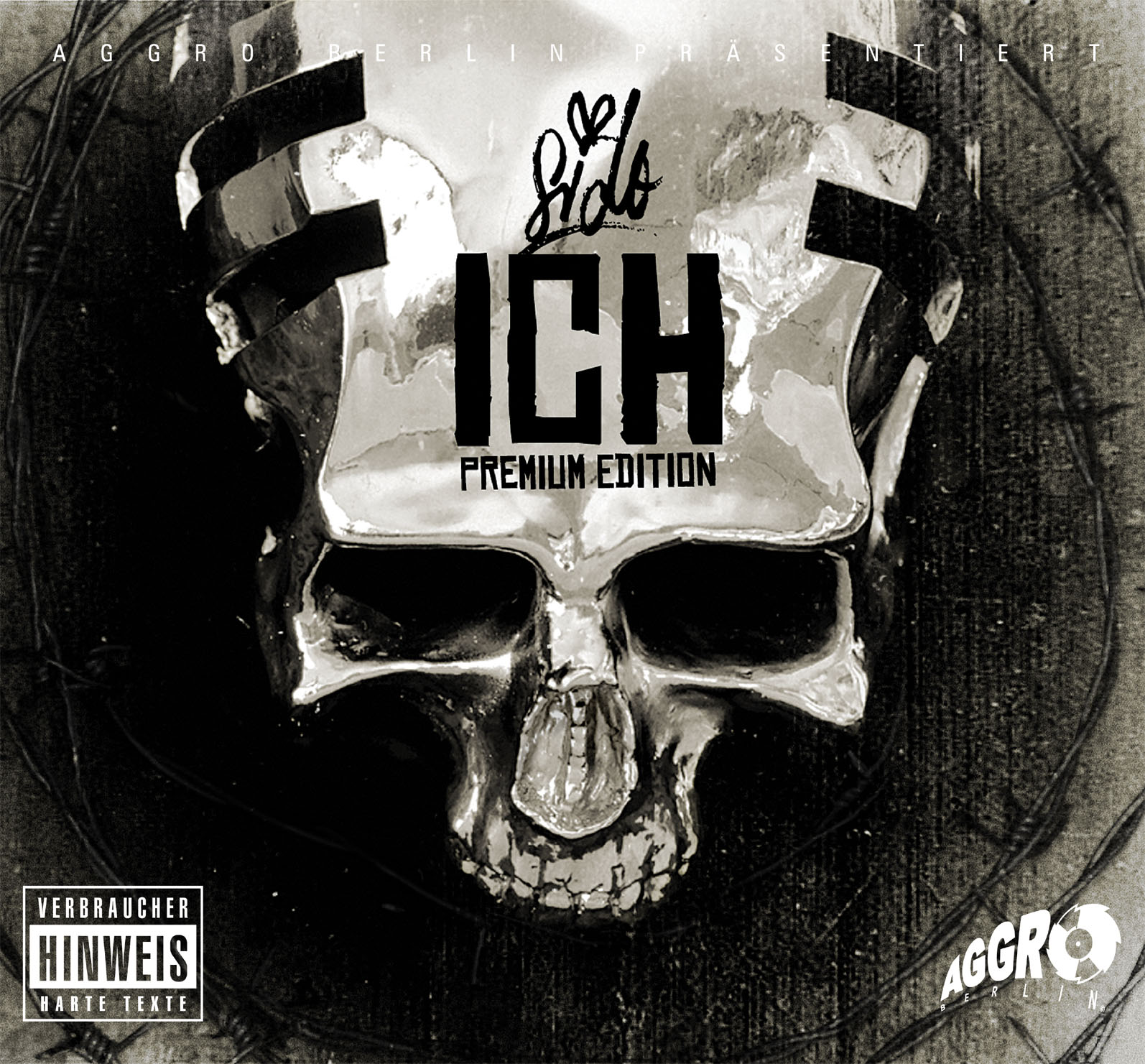
Pappschuber der Premium Edition

| # | Titel                | Feature(s)                          | Produzent              | Länge |
| - | -------------------- | ----------------------------------- | ---------------------- | ----- |
| 1 | Wir haben noch Zeit  | B-Tight                             | Tai Jason              | 4:58  |
| 2 | Jeden Tag Wochenende | Bass Sultan Hengzt                  | Beathoavenz            | 4:10  |
| 3 | Hau ab!              |                                     | Tai Jason              | 1:57  |
| 4 | Ich bin ein Rapper   | Harris & Alpa Gun                   | DJ Desue               | 3:30  |
| 5 | Get ya Paper         | Smif-N-Wessun & B-Tight             | Tai Jason              | 4:49  |
| 6 | Bergab Remix         | B-Tight, Kitty Kat, Alpa Gun, G-Hot | Paul NZA & M.Pompetzki | 5:11  |

1. Interview mit Sido (Video)
2. Videoclip „Strassenjunge“ (Video)
3. Making of „Strassenjunge“ (Video)

## Lieder

### Singleauskopplungen
Die erste Singleauskopplung des Albums ist Strassenjunge. Sie erschien am 24. November 2006. Auf dem Album selbst existiert nur eine Version mit dem Sektenmuzik-Mitglied Alpa Gun. Die Single enthält vier Versionen des Liedes. Neben der Original- und Instrumental-Version sind ein Remix von Joe Rilla und einer von Lexy & K-Paul auf dem Tonträger zu finden. Als Bonustrack beinhaltet Straßenjunge des Weiteren den, auch auf der Ich - Premium Edition zu hörenden, Remix von Bergab. Das Video zu Straßenjunge, das unter der Regie von Specter und Daniel Harder entstand, wurde von den MTV-Zuschauern bei TRL in fünfzehn Sendungen auf Platz 1 der TRL Most Wanted gewählt. Dafür erhielt Sido am 23. Januar 2007 das Goldene Tape von MTV überreicht. Inhaltlich beschreibt Sido, dass er kein Gangster sei, sondern die Bezeichnung Straßenjunge auf ihn zutreffe.
2007 wurde von Specter und Harder ein Video zu Ein Teil von mir gedreht. Die zweite Single erschien am 2. Februar 2007 und beinhaltet den Original-Track, einen Tai-Jason-Remix, eine Version mit den Rappern B-Tight und Seryoga, die Instrumental-Version, den Traxtar-Remix des Songs Schlechtes Vorbild, sowie den Bonussong Kein Gott, auf welchem B-Tight, Shizoe und King Orgasmus One, der hier erstmals seit Carlo Cokxxx Nutten auf einer Veröffentlichung von Aggro Berlin auftaucht, Gastparts haben. Auch Ein Teil von mir konnte in die TRL-Charts gewählt werden. Mit dreizehn Nummer-1-Platzierungen und diversen Plätzen 2 und 3 verpasste Sido knapp den Gewinn eines zweiten Goldenen Tapes. In dem Lied rappt er über seine Fehler, die dazu führten, dass sein Sohn vorerst ohne Vater aufwuchs. Bis zu dem Tag, an dem Sido seinen Sohn ausfindig machen kann und wieder Kontakt mit ihm aufnimmt. Von da an will er alle Fehler wiedergutmachen und nicht mehr von seiner Seite weichen.
Die dritte Single Schlechtes Vorbild erschien am 1. Juni 2007. Das dazugehörige Video, das ebenfalls unter der Regie von Specter und Harder entstand, besteht aus Live-Mitschnitten von Sidos Halt’s Maul, Zahl Eintritt Tour, Interviews und TV Auftritten. Die Single stieg auf Platz 23 der Singlecharts ein. Der Clip zum Song konnte Platz 2 der TRL Most Wanted-Charts und Platz 1 der Charts der Sendung Urban TRL erreichen. In dem Lied stellt Sido sich als unangepasste Person dar, die es aber trotzdem oder gerade deshalb zu etwas gebracht hat.

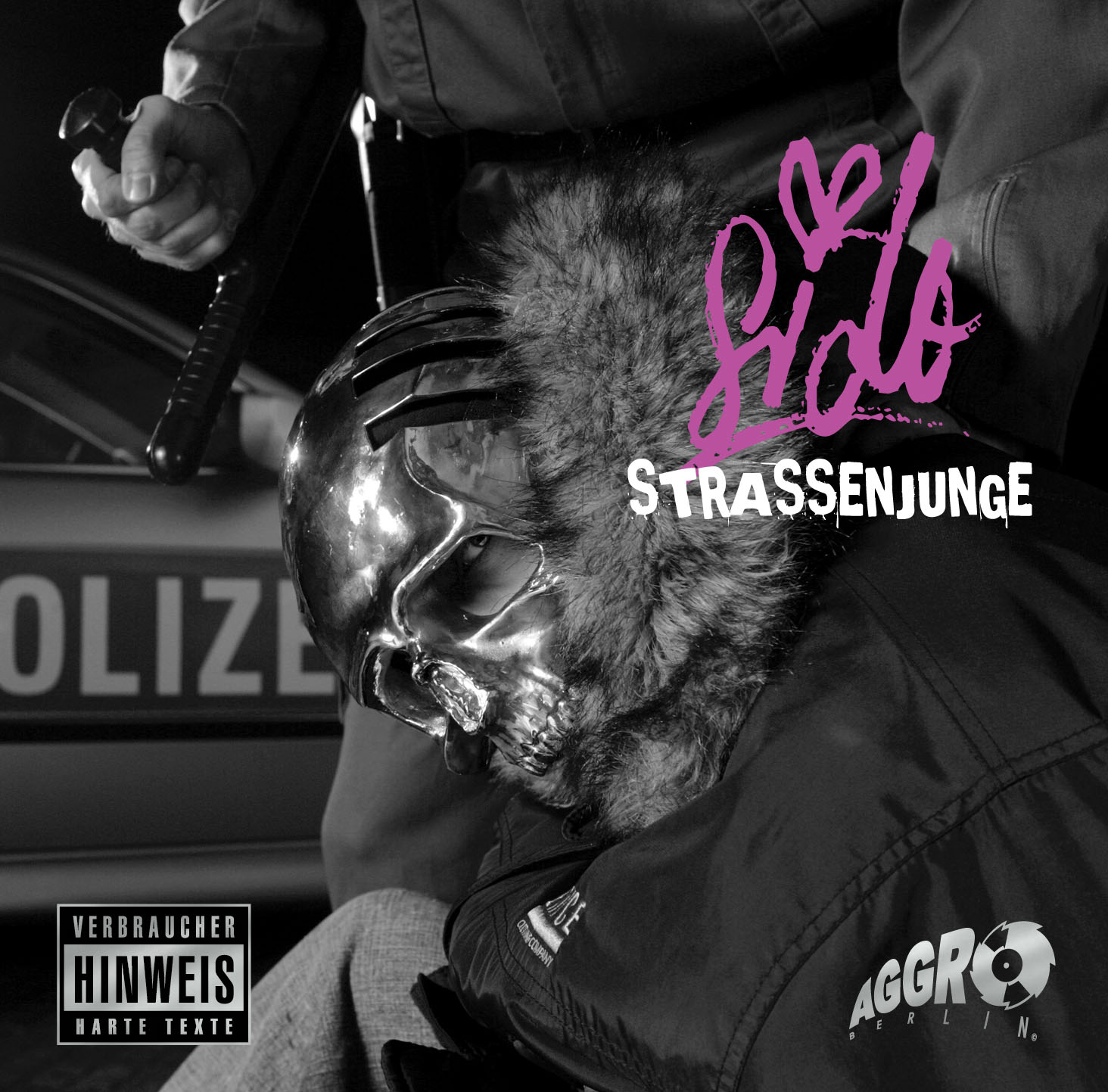
Cover der Single Strassenjunge
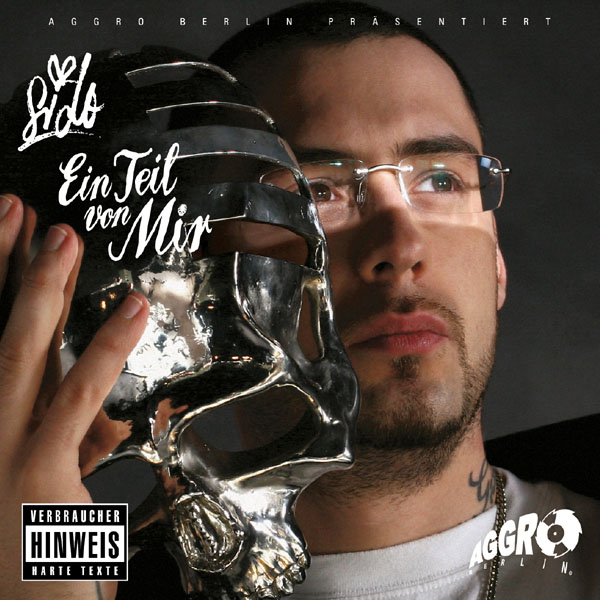
Cover der Single Ein Teil von mir
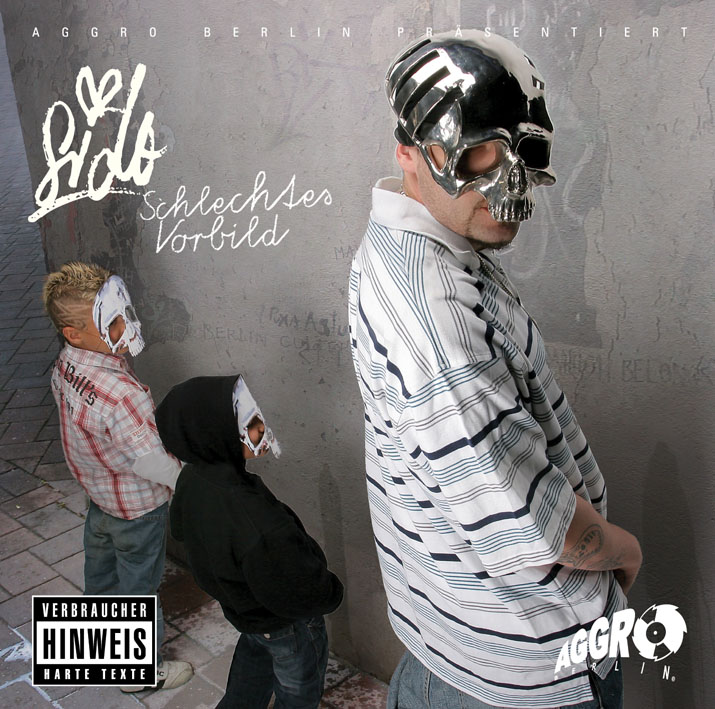
Cover der Single Schlechtes Vorbild

### Weitere Lieder
Intro

Das „Intro“ stellt satirisch Sidos Geburt in einem Skit nach. Kurz nachdem er auf die Welt kommt, schlägt er seinen Geburtshelfer und uriniert auf ihn.
Peilerman & Flow

„Peilerman & Flow“ sind zwei Charaktere eines Comedy-Hörspiels beim Berliner Radiosender 98.8 Kiss FM. Im Album Ich haben sie vier humorvolle Skits, die sich oft auf den vorherigen oder den folgenden Track beziehen.
Ich hasse Dich

„Ich hasse Dich“ ist ein Diss-Track, bei dem der Angegriffene allerdings nicht genannt wird. In dem Skit nach diesem Track geht es um den Rapper Azad, mit dem Sido bereits körperliche Auseinandersetzungen hatte. In einer Textpassage sagt Sido, dass er Augenblicke und Schmetterlinge hasst. Beides sind aber auch Titel von Tracks des Rappers Bushido, der früher auf demselben Label wie Sido war, es jedoch verlassen hat. Außerdem erwähnt Sido eine Eule. Diesen abfälligen Spitznamen hat Eko Fresh aus Aggro-Berlin-Kreisen erhalten.
Sarah

Im Lied „Sarah“ wird eine gleichnamige weibliche Person beleidigt. Sido selbst sagt nicht, welche Sarah gemeint sei, da man ihn nach eigener Aussage verklagen könne. Man vermutete, dass diese Person Sarah Kuttner sei, die Sido oft in ihrer ehemaligen Show als Rüpel bezeichnete und andere negative Ansichten über ihn kundtat. Die Vermutung wird dadurch untermauert, dass Sido in dem Lied Bezug auf „Sarahs Hängetitten“ im Playboy nahm (Sarah Kuttner war tatsächlich im Playboy abgebildet), dass Sido in dem Track singt, weil Sarah keinen Rap möge (Sarah Kuttner äußerte mehrfach ihre Aversion gegen Deutschrap in ihrer Sendung) und dass im Skit nach dem Lied Sarah Kuttner namentlich als „Sarah mit der Kutte“ erwähnt wird. Später gab Sido zu, dass die angesprochene Person die Moderatorin gewesen sei.
Jeden Tag Wochenende

Der Track „Jeden Tag Wochenende“ soll das Lied Endlich Wochenende, wegen dessen das vorherige Soloalbum von Sido Maske von der Bundesprüfstelle für jugendgefährdende Medien auf den Index gesetzt wurde, fortsetzen. Als Feature ist Bass Sultan Hengzt auf dem Track. In dem Track geht es darum, dass er nun nicht nur noch am Wochenende feiert, sondern auch unter der Woche. Dieses Mal erwähnt er aber, dass man dies nicht nachmachen solle, so dass es nun kein Grund zur Indizierung sein könne.

## Daten

### Produktion
- Paul NZA, der als Hauptproduzent fungierte, produzierte die Tracks Goldjunge, Schlechtes Vorbild, Ihr Habt Uns So Gemacht, Mach Keine Faxen, Bergab, Ein Teil Von Mir, Mein Testament, A.i.d.S 2007, Hau Ab & Bergab Remix.
- Außerdem produzierte Tai Jason die Tracks Strassenjunge, Ich Kiff Nicht Mehr, 1000 Fragen, Wir Haben Noch Zeit & Get Ya Paper.
- Auch die Beathoavenz sind vertreten, sie produzierten die Tracks Ich Hasse Dich & Jeden Tag Wochenende.
- Peter Fox übernahm die Produktion zu dem Track Rodeo, auf dem er auch selbst zu hören ist.
- DJ Desue produzierte die Tracks Ficken, GZSZ & Ich Bin Ein Rapper.

### Illustration

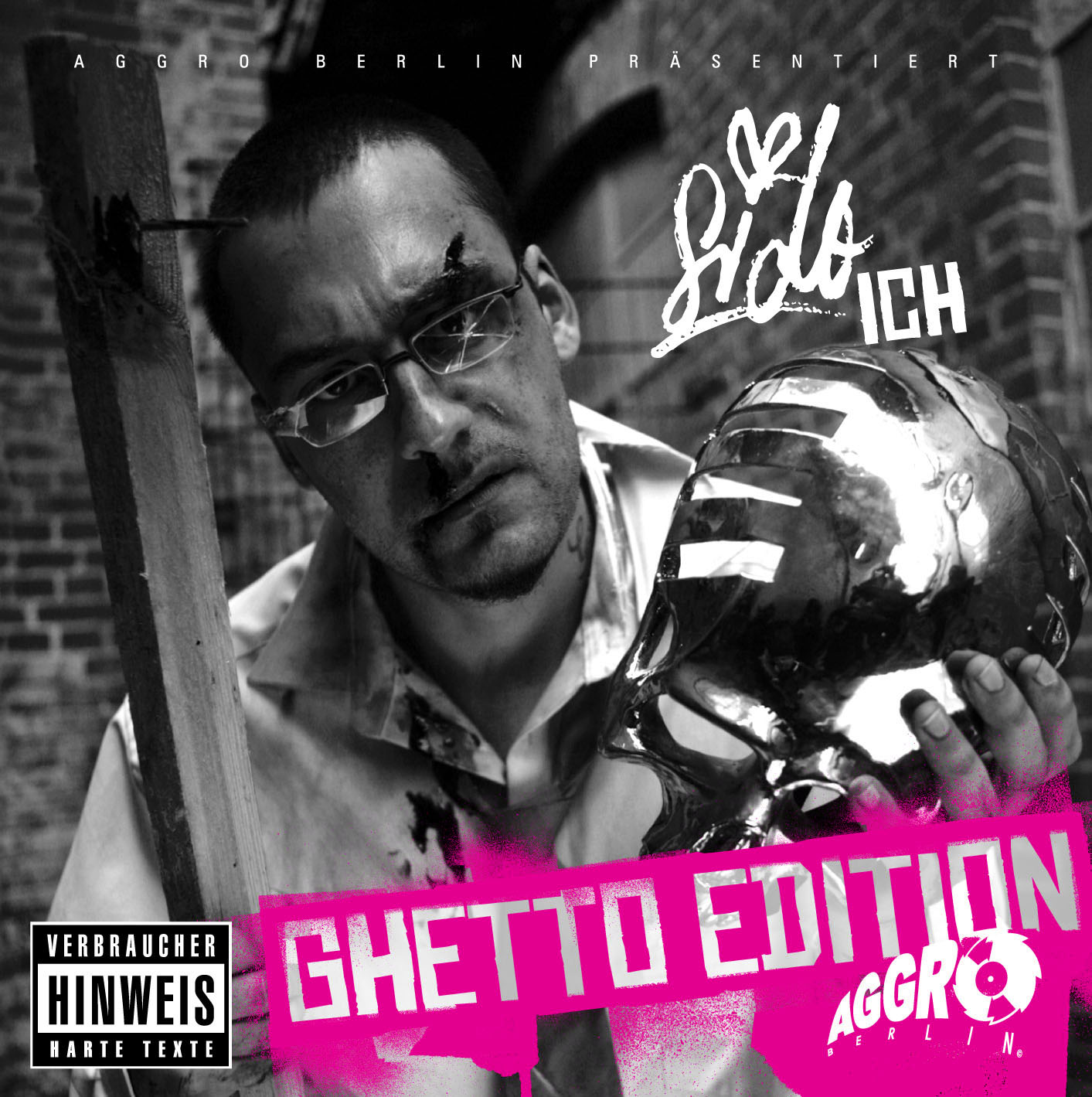
Cover der Ghetto Edition

Das Cover wurde von Specter designt. Es ist schwarz-weiß und zeigt Sido, wie er in der Rechten ein Holzstück mit Nagel und in der Linken seine Maske präsentiert. Er ist von Kopf bis Hüfte abgebildet und trägt eine Krawatte sowie ein Hemd, welches am Kragen Blutflecken aufweist. Der Hintergrund zeigt einen heruntergekommenen Hinterhof.
Auf dem Cover der Premium-Edition ist nur die Maske abgebildet, die auf einer mit Stacheldraht umgebenen schwarzen Fläche liegt.

### Tour
Im Frühjahr 2007 stellte Sido sein Album im Rahmen der Halt’s Maul... zahl Eintritt-Tour vor. Diese begann am 3. April in Bremen und endete am 28. April in Rostock. Die Konzerte fanden in Deutschland, Österreich und der Schweiz statt. Als Support standen B-Tight, Viruz, DJ Werd und Alpa Gun mit Sido auf der Bühne. Außerdem trat Sektenmitglied MOK bei elf der insgesamt 25 Konzerte umfassenden Tour auf. Auch der ehemalige Horrorkore-Rapper Massiv, die Münchener Gruppe Low Life, Joe Rilla und Automatikk, so wie Snaga und Pillath waren bei einigen Konzerten dabei. Für das Konzert in Zürich kam als Vorgruppe zusätzlich der Basler Rapper Griot. Des Weiteren trat für die Konzerte in Köln, Hannover, Hamburg und Berlin der Russe Seryoga auf. Dieser rappte aber lediglich seinen Part des Ein Teil von mir-Remix. Tony D trat teilweise als Überraschungsact auf.

## Kommerzieller Erfolg

### Chartplatzierungen
Das Album stieg auf Platz 4 der Album-Charts ein, wo es sich 26 Wochen lang halten konnte.
| ChartsChartplatzierungen | Höchstplatzierung | Wochen |
| ------------------------ | ----------------- | ------ |
| Deutschland (GfK)        | 4 (32 Wo.)        | 32     |
| Österreich (Ö3)          | 21 (15 Wo.)       | 15     |
| Schweiz (IFPI)           | 18 (28 Wo.)       | 28     |

| ChartsJahrescharts (2007) | Platzierung |
| ------------------------- | ----------- |
| Deutschland (GfK)         | 61          |

### Auszeichnungen für Musikverkäufe
Am 24. März 2007 wurde Ich mit der Goldenen Schallplatte ausgezeichnet.
| Land/Region        | Auszeichnungen für Musikverkäufe (Land/Region, Auszeichnung, Verkäufe) | Verkäufe |
| ------------------ | ---------------------------------------------------------------------- | -------- |
| Deutschland (BVMI) | Gold                                                                   | 100.000  |
| Insgesamt          | 1× Gold ·                                                              | 100.000  |